# Хрвоє Смолчич
Хрвоє Смолчич (хорв. Hrvoje Smolčić, нар. 17 серпня 2000, Госпич) — хорватський футболіст, захисник клубу «Айнтрахт». На умовах оренди грає за австрійський клуб ЛАСК.

## Клубна кар'єра
Народився 17 серпня 2000 року в місті Госпич. Розпочав займатись футболом у команді «Госпич 91» з рідного міста, а 2014 року потрапив до академії «Рієки».
Дебютував у першій команді 17 березня 2019 року у матчі чемпіонату проти «Осієка» (3:1) і у тому ж сезоні виграв з командою Кубок Хорватії, повторивши це досягнення і на наступний сезон.

## Виступи за збірну
У 2018—2019 роках зіграв п'ять матчів за збірну Хорватії до 19 років, після чого восени 2019 року зіграв два матчі за команду до 20 років.

### Статистика клубних виступів
| Сезон             | Команда           | Чемпіонат         | Чемпіонат | Чемпіонат | Національний кубок | Національний кубок | Національний кубок | Континентальні кубки | Континентальні кубки | Континентальні кубки | Інші змагання | Інші змагання | Інші змагання | Усього | Усього | Усього |
| Сезон             | Команда           | Ліга              | Ігор      | Голів     | Ліга               | Ігор               | Голів              | Ліга                 | Ігор                 | Голів                | Ліга          | Ігор          | Голів         | Ігор   | Голів  |        |
| ----------------- | ----------------- | ----------------- | --------- | --------- | ------------------ | ------------------ | ------------------ | -------------------- | -------------------- | -------------------- | ------------- | ------------- | ------------- | ------ | ------ | ------ |
| 2018–19           | «Рієка»           | 1Л                | 6         | 0         | КХ                 | 0                  | 0                  |                      | -                    | -                    |               | -             | -             | 6      | 0      |        |
| серп. 2019        | «Рієка»           | 1Л                | 19        | 0         | КХ                 | 2                  | 1                  | ЛЄ                   | 0                    | 0                    | СХ            | 0             | 0             | 21     | 1      |        |
| Усього за кар'єру | Усього за кар'єру | Усього за кар'єру | 25        | 0         |                    | 2                  | 1                  |                      | 0                    | 0                    |               | 0             | 0             | 27     | 1      |        |

## Титули і досягнення
- Володар Кубка Хорватії (2):

«Рієка»: 2018–19, 2019–20